# K. T. Neumann
Kurt Toni Neumann (* 15. Mai 1919 in Jarotschin, Provinz Posen; † 3. Juni 2012 in Berlin) war ein deutscher Metallbildhauer.

## Leben
Als Folge der Übertragung der Provinz Posen an den polnischen Staat nach dem Versailler Vertrag siedelte Neumanns Familie in seiner frühen Kindheit nach Goldberg in Schlesien um. Kurt (Toni ist ein späterer Künstlername) ergriff den Beruf seines Vaters, des Schlossermeisters Bruno Neumann. Es folgte ein Studium an der Technischen Hochschule Breslau und zwischen 1936 und 1939 ein weiteres an der Schule für angewandte Kunst ebendort. Der Dienst bei der Wehrmacht im Zweiten Weltkrieg endete 1944 mit einer Verletzung am Arm; vorübergehend folgte eine Tätigkeit im Flugzeugbau. Im gleichen Jahr ehelichte Neumann seine Frau Olga Edith. Über ihre Heimatstadt Hagen verschlug beide 1945 die Flucht in das unzerstörte Lüdenscheid. Hier entfaltete K. T. in einer eigenen Schmiedewerkstatt sein umfangreiches Schaffen. 1999 siedelte er mit seiner Frau nach Berlin über. Nach ihrem Tod im Januar 2000 war die „Lebensleistung“ des Metallbildhauers nach eigenem Bekunden abgeschlossen.

## Werk

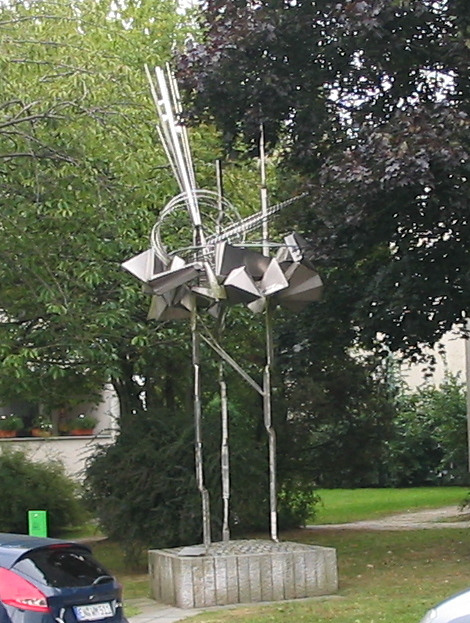
Stahlskulptur von K. T. Neumann in Witten

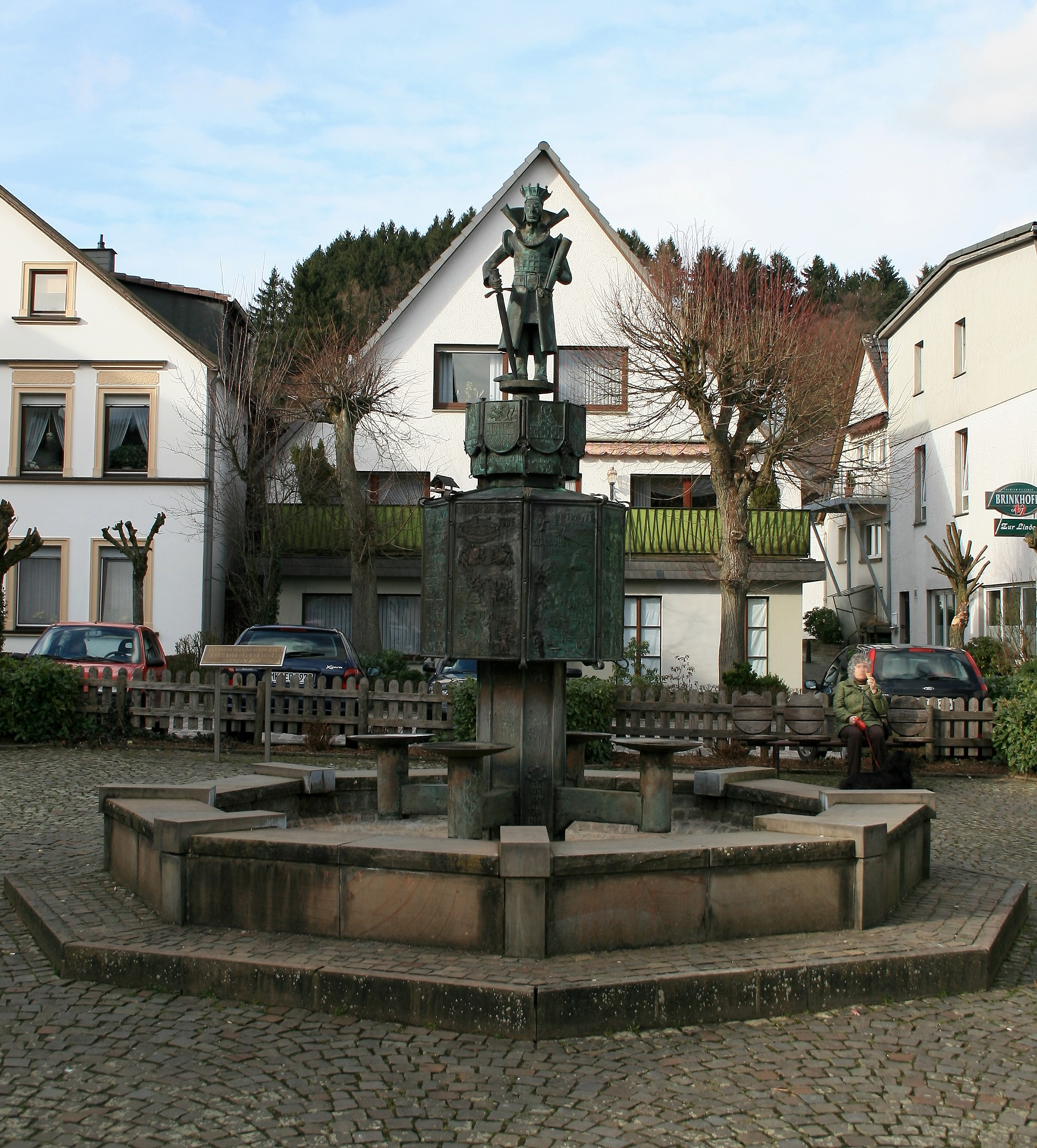
Stadtbrunnen in Neuenrade

Mit zahlreichen öffentlichen und privaten Auftragswerken prägte Neumann das Erscheinungsbild seiner langjährigen Wirkungsstätte Lüdenscheid. Hierzu zählte 1965 die künstlerische Gestaltung der Türen des Ratssales im Neuen Rathaus mit Metallreliefs zur Stadtgeschichte. Es folgten in den 1970er Jahren der Brunnen auf dem Sternplatz, in den 1980er Jahren derjenige auf dem Graf-Engelbert-Platz und Plastiken wie diejenige an der Richard-Schirrmann-Realschule. In privatem Auftrag entstanden diverse Bildhauerwerke und Gewerbeschilder nach historischem Vorbild insbesondere in der seit den 1970er Jahren sanierten Altstadt. Dadurch erhielt diese prägende neue, jedoch nostalgisch anmutende Akzente. Zu erwähnen ist weiterhin die Darstellung der als städtisches Original geltenden Wirtin Hulda Brüninghaus an der nach ihr benannten stadtbildprägenden Gaststätte am Sternplatz. Auch an der Instandsetzung der Quadriga des Brandenburger Tores in Berlin nach 1989 war Neumann beteiligt, wegen seiner technischen Erfahrungen.
K. T. Neumann bevorzugte realistische Darstellungen, vornehmlich von Figuren und Szenen der Lüdenscheider Stadtgeschichte. Diese weisen meist unverkennbar einen humoristischen und unprätentiösen Zug auf. Dem Anschein nach gab es nach dem Fortgang des Bildhauers 1999 von städtischer Seite vorübergehend eine gesunkene Wertschätzung seines Werkes. So wurden im Zuge der Rathausumgestaltung die künstlerisch gestalteten Ratssaaltüren durch schlichte neue Modelle ersetzt und sollte der Brunnen auf dem Sternplatz abgebaut werden. Nach umfangreichen Protesten wurde hiervon Abstand genommen, und auch die Reliefs der Ratssaaltüren erhielten eine neue Fassung und wurden in der Nähe ihres eigentlichen Bestimmungsortes angebracht.

## Auszeichnungen
- Jugendkunstpreis der Handwerkskammer Breslau
- Ehrenplakette der Stadt Lüdenscheid (2010)[3]